# Афисль
Афисль (нем. Afiesl) — коммуна (нем. Gemeinde) в Австрии, в федеральной земле Верхняя Австрия.
Входит в состав округа Рорбах.  Население составляет 437 человек (на 31 декабря 2005 года). Занимает площадь 14 км². Официальный код  —  41301.

## Политическая ситуация
Бургомистр коммуны — Эрхард Грюнцвайль (АНП) по результатам выборов 2003 года.
Совет представителей коммуны (нем. Gemeinderat) состоит из 13 мест.
- АНП занимает 9 мест.
- СДПА занимает 4 места.